# Boghos Bedros XIII Terzian
Boghos Bedros XIII Terzian (Armeens: Պօղոս Պետրոս ԺԳ. Թերզեան) (Kütahya, 1 september 1855 – Bzommar (Libanon), 15 december 1931) was een katholikos-patriarch van de Armeens-Katholieke Kerk.
Boghos Terzian werd op 8 april 1892 benoemd tot bisschop van Adana; zijn bisschopswijding vond plaats op 8 september 1892.
Terzian werd op 23 april 1910 door de synode van de Armeens-katholieke Kerk gekozen tot katholikos-patriarch van Cilicië van de Armeniërs als opvolger van Boghos Bedros XII Sabbaghian die in april 1910 met emeritaat was gegaan. Terzian nam daarop de naam Boghos Bedros XIII Terzian aan. Zijn benoeming werd op 27 november 1911 bevestigd door paus Pius X. De zetel van het patriarchaat was gevestigd in Constantinopel.
Na de Armeense Genocide in 1915 moest Boghos Bedros XIII Terzian Constantinopel verlaten. In 1928 werd de patriarchale zetel verplaatst naar Bzommar (Libanon). Het aartsbisdom Constantinopel, dat in 1866 was opgeheven toen de patriarchale zetel in Constantinopel werd gevestigd, werd daarop weer in kracht hersteld.
Boghos Bedros XIII Terzian ging op 31 mei 1931 met emeritaat.